# Lingalad
(John Howe, Premio Oscar per la scenografia de Il Signore degli Anelli (serie di film))
I Lingalad sono un gruppo musicale folk italiano fondato nel 2000. Le loro composizioni si ispirano al mondo de Il Signore degli Anelli di Tolkien e ai segreti del mondo della natura.

## Storia del gruppo
Nascono nel 2000 da un'idea di Giuseppe Festa, autore e voce del gruppo, che nell'anno precedente aveva esordito da solista con l'album Voci dalla Terra di Mezzo. Nel 2003 vengono invitati a suonare a Toronto al The Gathering of the Fellowship, evento organizzato in occasione della prima del film Il Signore degli Anelli - Il ritorno del re di Peter Jackson. Per il loro album Voci dalla Terra di Mezzo ricevono anche una lettera di ringraziamento da Priscilla Tolkien, figlia di J. R. R. Tolkien. Negli anni successivi si allontanano dall'immaginario tolkieniano e compongono album legati alla natura e al suo potere evocativo, come Lo spirito delle foglie e Il canto degli alberi pubblicato dalla Pongo Edizioni.
Nel 2007 il musicologo Donato Zoppo pubblica un libro sul gruppo intitolato La musica dei Lingalad. Da Tolkien ai segreti della natura (Bastogi), con allegato un CD antologico con tre inediti.
Nel 2010 pubblicano con la Lizard Records l'album La locanda del vento, le cui canzoni raccontano storie di un'Italia quasi dimenticata.
Nel corso della loro attività hanno suonato anche a New York, Bruxelles ed Amsterdam.
Nel 2015 i Lingalad pubblicano il cd "Confini armonici", i cui testi sono ispirati ai romanzi "Il passaggio dell'orso" e "L'ombra del gattopardo" (Salani) del cantante Giuseppe Festa.

## Discografia

### Album
- 2001 – Voci dalla Terra di Mezzo (autoprodotto)
- 2004 – Lingalad in concerto (autoprodotto)
- 2006 – Il canto degli alberi (Pongo Edizioni)
- 2008 – Lo spirito delle foglie (autoprodotto)
- 2010 – La locanda del vento (Lizard Records)
- 2015 – Confini Armonici (Lizard Records)
- 2018 – Lingalad Live a Teatro (autoprodotto)
- 2020 – Venti di foresta (Lizard Records)

## Formazione

### Formazione attuale
- Giuseppe Festa (voce e flauti)
- Andrea Rucci (batteria)
- Luca Pierpaoli (chitarra acustica)
- Dario Canato (basso)
- Giacomo D'Alessandro (chitarra acustica)
- Fabio Ardizzone (tastiere)
- Marcello Canato (percussioni)

### Ex componenti
- Claudio Morlotti (strumenti etnici)
- Andrea Denaro (strumenti etnici)
- Giorgio Parato (batteria)